# Братківці (Івано-Франківський район)
Бра́тківці — село в Україні, у Івано-Франківській міській громаді
Івано-Франківського району Івано-Франківської області. До 2020 року орган місцевого самоврядування — Братковецька сільська рада. На гербі села зображені братки (герб є промовистим).

## Географія
Село Братківці розташоване за 13 км від обласного центру, на березі річки Унява. За 2 км від села розташований пасажирський залізничний зупинний пункт Братківці.

## Історія
Перша письмова згадка про село Bradkowcze припадає на 4 лютого 1437 року.
Село стало місцем поховання семи членів Лисецького районного проводу ОУН, які загинули 16 лютого 1946 року, встановлено пам'ятник і облаштовано сквер.
12 червня 2020 року, відповідно до розпорядження Кабінету Міністрів України № 714-р «Про визначення адміністративних центрів та затвердження територій територіальних громад Івано-Франківської області», село увійшло до складу новоутвореної Івано-Франківської міської громади Тисменицького району.
17 липня 2020 року, в результаті адміністративно-територіальної реформи та ліквідації Тисменицького району, село увійшло до складу Івано-Франківського району.

## Населення

### Мова
Розподіл населення за рідною мовою за даними перепису 2001 року:
| Мова       | Кількість | Відсоток |
| ---------- | --------- | -------- |
| українська | 2356      | 99.74%   |
| російська  | 6         | 0.26%    |
| Усього     | 2362      | 100%     |

## Церква
Дерев'яна церква Св. Параскеви 1846 р. — пам'ятка місцевого (обласного) значення № 972.
Церква Успіння Пресвятої Богородиці. Розпочато будівництво 2006 р. , освячена 2013 р. Належить ПЦУ, настоятель митр. прот. Маркіян Коржинський.

## Соціальна сфера
- ЗОШ І-ІІІ ст.[7]
- Дитячий садок[8]

## Особистості
Уродженці села:
- Бочкур Роман Романович — український футболіст.
- Краснецький Іван Михайлович — радянський і український футболіст, футбольний тренер.
- Федорів Віталій Васильович — український державний службовець.
- Федорів Роман Миколайович — український письменник, лауреат Шевченківської премії 1993 року.